# پنجاب، افغانستان
پنجاب (به لاتین: Panjab) یک منطقهٔ مسکونی در افغانستان است که در ولسوالی پنجاب واقع شده‌است. پنجاب ۹٬۹۰۰ نفر جمعیت دارد و ۲٬۷۵۸ متر بالاتر از سطح دریا واقع شده‌است.